# Douar de femmes
Pour plus de détails, voir Fiche technique et Distribution.
Douar de femmes est un film algérien réalisé par Mohamed Chouikh et sorti en 2005.

## Synopsis
À la suite de l'assassinat de ses parents, la jeune Sabrina est recueillie dans un hameau pauvre et exposé aux agressions des groupes armés islamistes. Pour faire vivre leurs familles, les hommes s'embauchent en usine. Ils confient la défense du village à leurs épouses. Les "anciens" veillent à ce que la moralité soit respectée. En prenant les armes pour repousser et vaincre les assaillants islamistes, les femmes prennent conscience de leur force et de leur statut. Les traditions et les interdits sont désormais bouleversés.

## Fiche technique
- Titre du film : Douar de femmes
- Réalisation et scénario : Mohamed Chouikh
- Photographie : Allel Yahiaoui - Couleurs
- Montage : Yamina Bachir Chouikh
- Musique : Khaled Barkat
- Son : Rachid Bouafia
- Production : Acima Films et ENTV (Télévision algérienne)
- Pays d'origine :  Algérie
- Durée : 102 minutes
- Année de sortie : 2005

## Distribution
- Sofia Nouacer : Sabrina
- Khaled Benaïssa : le marchand de bestiaux
- Bahia Rachedi
- Aida Ghechoud
- Nawal Zaatar
- Amin Chouikh

## Commentaire
- Douar de femmes est le contraire d'un film épique. Ici, le courage des femmes n'est pas uniquement de mettre en fuite de redoutables agresseurs, mais d'organiser « la survie du douar, qui passe notamment par le mariage des jeunes et la naissance de nouveaux enfants » et d'assurer, en définitive, un « certain bonheur-malgré tout de vivre au quotidien »[1].
- Mohamed Chouikh rejoint une veine populaire proche de la farce, à seule fin de déjouer les pièges d'une tradition héroïque, héritée des luttes pour l'indépendance nationale, note Denise Brahimi[2]. Puis, elle ajoute : « Le choix d'un mode de représentation a, comme chacun sait, une signification idéologique, voire métaphysique. [...] la prise de position du réalisateur sur l'histoire algérienne lui impose un choix en rupture avec la pratique dominante ou attendue. [...] Pour survivre à la folie meurtrière et mortifère, les femmes du douar essaient d'inventer autre chose que le combat héroïque, lui aussi meurtrier et mortifère. Comment faire pour que la vie continue, c'est en cela que les femmes sont fortes [...] »[3].
- Dans une diversité d'épisodes juxtaposés, Mohamed Chouikh opte, par ailleurs, en homme de théâtre aguerri, pour l'exposition d'un ensemble de scènes, en opposition avec un récit de type linéaire. « Le film est donné comme une représentation ; il ne cherche pas à produire un effet de réel. On est assez près de ce que fut en son temps le théâtre baroque, du moins tel que Pasolini le réinterprète dans sa version des Contes de Canterbury. »[4]

## références
1. ↑  Denise Brahimi : 50 ans de cinéma maghrébin, Minerve, 2009.
2. ↑  in : 50 ans de cinéma maghrébin, op. cité.
3. ↑  D. Brahimi, op. cité.
4. ↑  D. Brahimi : op. cité.